# Onkel Bill fra New York
Onkel Bill fra New York er en dansk film fra 1959, skrevet af John Olsen og Peer Guldbrandsen, der også har instrueret.
I filmen indgår en sang kaldet "Hvad skal man med kvindelogik?". Den bliver spillet mens Dirch Passer er iført et kunstigt fuldskæg, og Ove Sprogøe er udklædt som kvinde. Sangen bliver sunget til calypsotoner og er derfor med stor sandsynlighed en reference til Nina & Frederik, som var kendt for netop calypsomusik i samtiden.[kilde mangler]

## Medvirkende
- Dirch Passer
- Helle Virkner
- Ove Sprogøe
- Ulla Lock
- Emil Hass Christensen
- Karen Marie Løwert
- Judy Gringer
- Aage Winther-Jørgensen
- Gunnar Bigum